# Cazaquistão nos Jogos Paralímpicos de Inverno de 2010
O Cazaquistão participou dos Jogos Paraolímpicos de Inverno de 2010, realizados em Vancouver, no Canadá. Foi a quinta aparição do país em Paraolimpíadas de Inverno. O país foi representado por um atleta, que competiu no esqui cross-country.

## Esqui cross-country
| Atleta           | Evento                               | Qualificação | Qualificação | Semifinal   | Semifinal   | Final       | Final       |
| Atleta           | Evento                               | Tempo        | Pos.         | Tempo       | Pos.        | Tempo       | Pos.        |
| ---------------- | ------------------------------------ | ------------ | ------------ | ----------- | ----------- | ----------- | ----------- |
| Oleg Syssolyatin | Velocidade masculino (atletas em pé) | 5:27.14      | 31º          | Não avançou | Não avançou | Não avançou | Não avançou |

| Atleta           | Evento                          | Tempo Real | Fator (%) | Tempo Calculado | Pos. |
| ---------------- | ------------------------------- | ---------- | --------- | --------------- | ---- |
| Oleg Syssolyatin | 10 km masculino (atletas em pé) | 58:48.9    | 91        | 53:31.3         | 26º  |

Legenda
| Recorde mundial      | Recorde mundial (World record)               |                       | Recorde africano                      | Recorde africano (African) |                                           | Q | Classificado por posição (Qualified) |
| Recorde olímpico     | Recorde olímpico (Olympic record)            | Recorde da América    | Recorde da América (Americas)         | q                          | Classificado por melhor tempo (Qualified) |   |                                      |
| Melhor marca do ano  | Melhor marca do ano (World leading)          | Recorde asiático      | Recorde asiático (Asian)              | DNS                        | Não largou (Did not start)                |   |                                      |
| Recorde nacional     | Recorde nacional (National record)           | Recorde europeu       | Recorde europeu (European)            | DNF                        | Não terminou (Did not finish)             |   |                                      |
| Recorde pessoal      | Recorde pessoal do atleta (Personal best)    | Recorde da Oceania    | Recorde da Oceania (Oceania)          | DSQ / DQ                   | Desclassificado (Disqualified)            |   |                                      |
| Recorde da temporada | Recorde da temporada do atleta (Season best) | Recorde sul-americano | Recorde sul-americano (South America) | NM                         | Sem marca (No mark)                       |   |                                      |